# Mentzelia scabra
Mentzelia scabra là một loài thực vật có hoa trong họ Loasaceae. Loài này được Kunth mô tả khoa học đầu tiên năm 1823.